# Can Vidalet (metrostation)
Can Vidalet is een metrostation aan lijn 5 van de Metro van Barcelona.
Dit station ligt onder de Carrer de la Maladeta op de gemeentegrens van Esplugues de Llobregat en L'Hospitalet de Llobregat, tussen de Carrer de la Mina en de Carrer Hortènsia. Het is geopend in 1976 als de lijn wordt verlengd vanaf Pubilla Cases tot Sant Ildefons. De oorspronkelijke naam was tot 1982 'Maladeta'.
Dit station met zijperrons van 94 meter lang heeft een kaartverkoop en een enkele ingang. 